# مهران ابو ريا
مهران أبو ريا (بالعبرية: מהראן אבו ריא‏) (22 يناير 1983 بسخنين في إسرائيل - ) هو لاعب كرة قدم إسرائيلي في مركز الدفاع. شارك مع منتخب إسرائيل تحت 21 سنة لكرة القدم. أما مع النوادي، فقد لعب مع اتحاد أبناء سخنين وهبوعيل حيفا وهبوعيل بتاح تكفا ‏ وHapoel Acre F.C. ‏.

## وصلات خارجية
- مهران ابو ريا على موقع Soccerway.com (الإنجليزية)